# Hươu đỏ
Hươu đỏ (danh pháp hai phần: Cervus elaphus) là một trong những loài hươu lớn nhất. Tùy thuộc vào phân loại, hươu đỏ sinh sống ở phần lớn châu Âu, khu vực dãy núi Caucasus, Tiểu Á, một số khu vực của Tây Á và Trung Á. Nó cũng sinh sống trong khu vực dãy núi Atlas giữa Maroc và Tunisia ở phía tây bắc châu Phi, là loài duy hươu duy nhất sinh sống ở châu Phi. Hươu đỏ đã được du nhập đến các khu vực khác bao gồm Úc, New Zealand và Argentina. Ở nhiều nơi trên thế giới thịt hươu đỏ được sử dụng như một nguồn thực phẩm.
Hươu đỏ là động vật nhai lại, đặc trưng bởi số ngón chân chẵn, và dạ dày bốn ngăn. Bằng chứng di truyền cho thấy hươu đỏ (Cervus elaphus) như định nghĩa truyền thống là một nhóm các loài chứ không phải là loài duy nhất, mặc dù nó vẫn còn tranh chấp một cách chính xác có bao nhiêu loài nhóm này bao gồm Tổ tiên của tất cả hươu đỏ có thể có nguồn gốc ở Trung Á và có lẽ giống như hươu sao..
Mặc dù tại một thời điểm hươu đỏ là hiếm ở một số khu vực, chúng không bao giờ gần đến tuyệt chủng. Quá trình tái du nhập và bảo tồn khu vực sinh sống, đặc biệt là ở Anh, đã dẫn đến sự gia tăng dân số của hươu đỏ, trong khi các khu vực khác, chẳng hạn như Bắc Phi, đã tiếp tục cho thấy một sự suy giảm dân số.